# Mauser
Mauser, egentligen Mauser-Werke Oberndorf Waffensysteme GmbH, är en tysk vapentillverkare. Mauser är även smeknamnet på raden av cylinderrepeterande gevär företaget har tillverkat för den tyska försvarsmakten. Deras vapen är vida populära och har exporterats till ett flertal länder, och deras design utgör mallen för hur de flesta cylinderrepeterande gevären är utformade.

## Historia och modeller

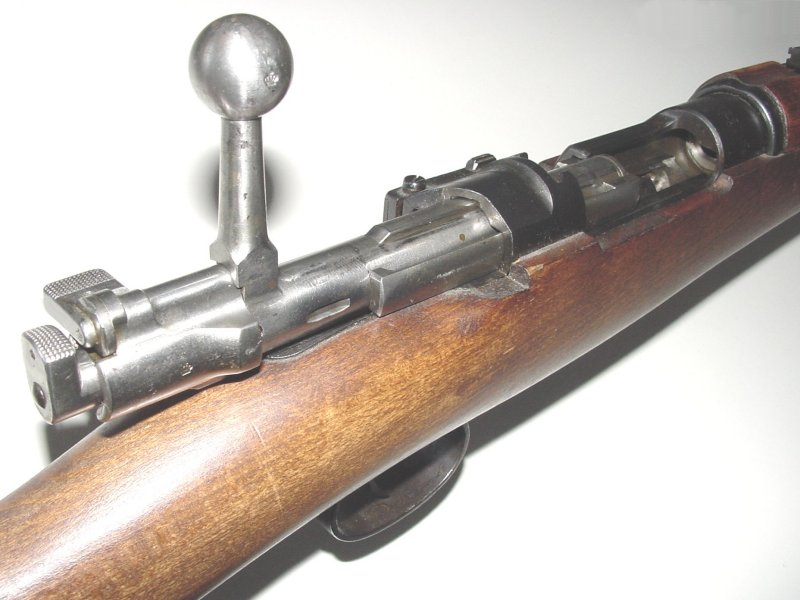
Gevär m/96

Det som skulle komma att bli Mauser öppnade 31 juli 1811 när Fredrik I av Württemberg grundade en kunglig vapenfabrik i Oberndorf am Neckar, en liten stad i Schwarzwald.
1866 utvecklade Wilhelm och Paul Mauser ett gevär med ett förbättrat roterande kolvsystem för kammarladdning, baserat på det preussiska tändnålsgeväret m/1841 men avsett för enhetspatron. Deras uppfinning visades i Wien 1867, men lyckades inte vinna något kontrakt, Wrendlgeväret hade redan hunnit antas. Geväret visades dock upp för en amerikansk representant för Remington, Samuel Norris, som slöt ett partnerskap med bröderna Mauser om att köpa deras patent mot att anställa dem för att fortsätta utveckla sitt gevär. Avsikten var att sälja in konstruktionen i Frankrike för konvertering av det franska Chassepotgeväret (fusil modèle 1866). De franska gevärsgranskningarna drog dock ut på tiden, och Norris kom att dra sig ur avtalet.  Det Fransk-tyska kriget visade att Chassepotgeväret var överlägset det tyska tändnålsgevären av Dreyses konstruktion och det satte fart på intresset för antagandet av ett nytt gevär i Tyskland och 1871 blev den senaste versionen av geväret det tyska infanteriets standardvapen. Modellen gick under namnet Gewehr 71. 1874 köptes vapenfabriken i Oberndorf av bröderna Mauser.
1886 introducerade det franska geväret Lebel modèle 1886 det klart överlägsna rökfria krutet som ersatte svartkrutet och tillät mindre patroner med pricksäkerhet på upp till 900 meters håll. 1887 dök det upp magasin som tillät snabbare laddningstider samt högre pålitlighet på gevären. Det var två finesser som Mauser inte var sena med att bygga in i sin Modell 88. M/1888 hade en del svagheter, men samma gällde i än högre grad snabbt utvecklade Lebelgeväret. Belgien antog 1889 en förbättrad version av mausergeväret modell 1888, och vidareutveckling för det ottomanska mausergeväret m/1890 ledde fram till exportversionen av geväret modell 1891.
I det svenska försvaret användes under många år Karbin m/94 och Gevär m/96 som var baserade på Mausers modell 1893. Främst svenska och spanska försök ledde fram till utvecklingen av detta gevär. 
Fortsatt utveckling ledde 1898 fram till det tyska armégeväret Gewehr 98 som Karabiner 98k är baserad på.

## Den civila marknaden
Utanför militärt bruk var Mauser ett vanligt förekommande jaktgevär. I Afrika under det sena 1800-talet respektive tidiga 1900-talet då det var populärt att som sport jaga större djur, till exempel elefanter, fanns företag som modifierade Mausergevären för att bli mer grovkalibriga.